# Lista de incidentes de violência política em Washington, D.C.
Houve vários incidentes de violência política em Washington, D.C., a capital dos Estados Unidos, bem como na grande região metropolitana de Washington.

## Século XIX

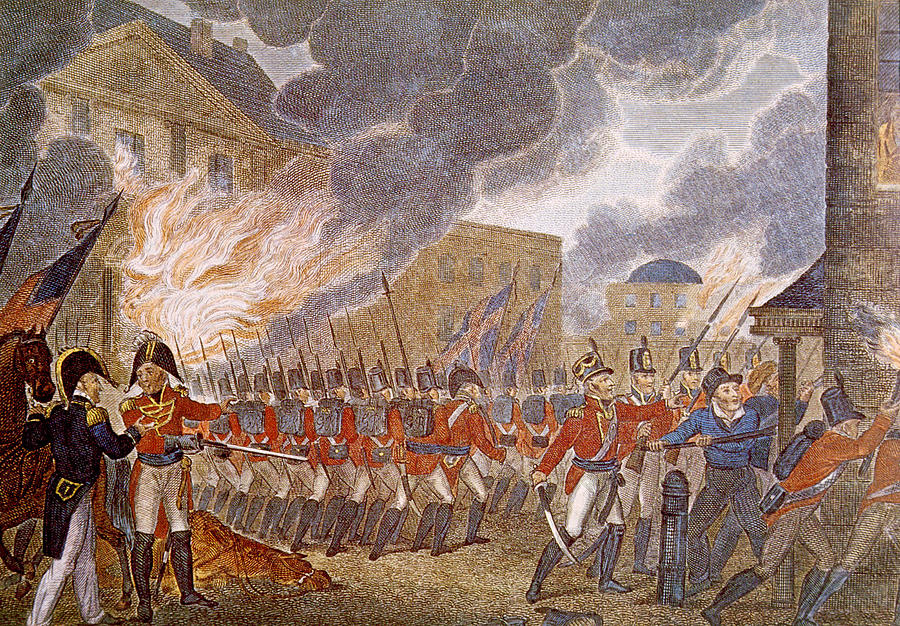
Uma ilustração de 1816 da queima de Washington pelas forças britânicas

- 24 de agosto de 1814: Batalha de Washington: Forças britânicas lideradas por George Cockburn invadiram e ocuparam Washington durante a campanha de Chesapeake da Guerra Anglo-Americana de 1812, após derrotar uma força americana em Bladensburg. Em retaliação aos atos de destruição por tropas americanas nas Canadás, as forças de Cockburn queimaram vários prédios governamentais na cidade, incluindo a Casa Branca e o Capitólio dos Estados Unidos. A ocupação durou apenas aproximadamente 26 horas, pois uma tempestade levou os britânicos a abandonar a cidade. Até hoje, continua sendo a única vez desde a Guerra de Independência dos Estados Unidos que uma potência estrangeira capturou e ocupou a capital dos Estados Unidos.
- 13 de abril de 1832: Sam Houston confrontou o deputado William Stanbery (OH-08) em Washington, D.C. e o espancou repetidamente com uma bengala de nogueira depois que Stanbery o acusou de lucrar com a realocação forçada de nativos americanos de Andrew Jackson. Durante a luta, Stanbery sacou uma arma, colocou-a no peito de Houston e puxou o gatilho, mas a arma falhou. Houston foi preso e acusado de violar os privilégios da Câmara ao agredir Stanbery por comentários feitos no plenário.[1]
- 30 de janeiro de 1835: Do lado de fora do Capitólio dos EUA, o pintor de casas Richard Lawrence apontou duas pistolas de pederneira para o presidente Andrew Jackson, mas ambas falharam: uma delas enquanto Lawrence estava a quatro metros de Jackson, e a outra à queima-roupa. Lawrence foi preso depois que Jackson o espancou com uma bengala. No julgamento, Lawrence foi considerado inocente por motivo de insanidade e passou o resto de sua vida em manicômios.[2]
- 20 de junho de 1854: Uma briga entre os representantes William M. Churchwell (TN-02) e William Cullom (TN-04) irrompeu no plenário da Câmara dos Representantes dos Estados Unidos. A dificuldade entre os dois começou um mês antes, durante um debate sobre o Ato de Kansas-Nebraska pró-escravidão. Churchwell acusou Cullom e o senador John Bell (TN) de defender o Compromisso do Missouri. O confronto levou a uma resolução permitindo que a Câmara expulsasse um representante que trouxesse uma arma escondida para a câmara.[3]

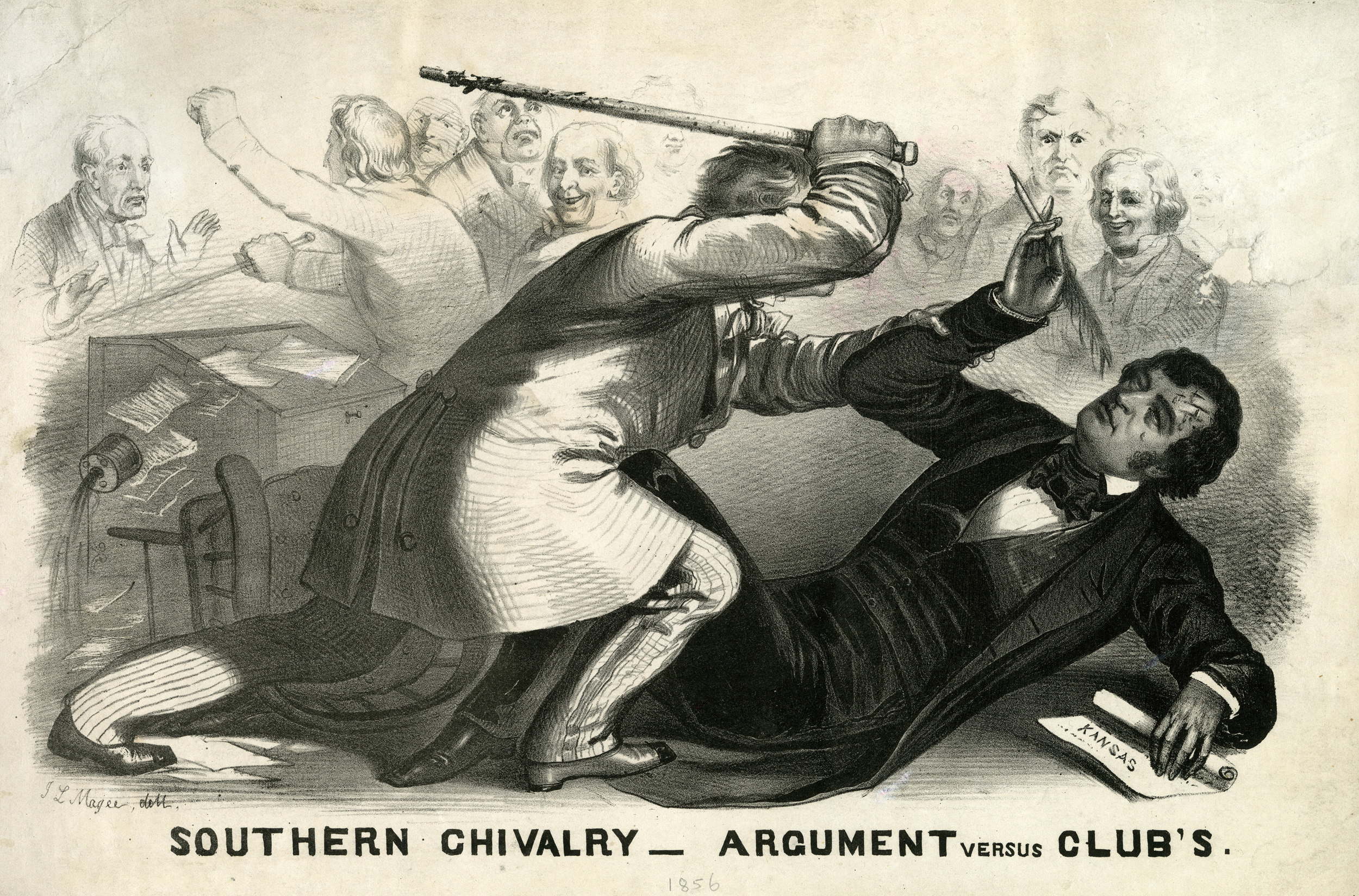
Litografia do ataque de Preston Brooks a Sumner em 1856; o artista retrata o agressor espancando Sumner.

- 22 de maio de 1856: Surra de Charles Sumner: o senador abolicionista Charles Sumner (MA) foi brutalmente espancado com uma bengala e quase morto pelo representante pró-escravidão Preston Brooks (SC-04) no plenário do Senado em retaliação a um discurso criticando a escravidão. Foi considerado simbólico do "colapso do discurso racional" e do uso da violência que eventualmente levou à Guerra Civil Americana.[4]
- 14 de abril de 1865: Assassinato de Abraham Lincoln: o presidente Abraham Lincoln foi assassinado por John Wilkes Booth enquanto assistia à peça Our American Cousin no Teatro Ford. Baleado na cabeça enquanto assistia à peça, Lincoln morreu no dia seguinte às 7h22 na Petersen House, em frente ao teatro. Ele foi o primeiro presidente dos Estados Unidos a ser assassinado, com seu funeral e sepultamento marcando um longo período de luto nacional. Ocorrendo perto do fim da Guerra Civil Americana, o assassinato foi parte de uma conspiração maior pretendida por Booth para reviver a causa confederada eliminando as três autoridades mais importantes do governo dos Estados Unidos: o presidente, o vice-presidente e o secretário de Estado. Após uma fuga inicial dramática, Booth foi morto no clímax e uma caçada humana de 12 dias. Seus cúmplices, Lewis Powell, David Herold, George Atzerodt e Mary Surratt, foram posteriormente enforcados por seus papéis na conspiração.
- 14 de junho de 1866: Um debate entre o representante Josiah Grinnell (IA) e o representante Lovell Rousseau (KY) sobre um projeto de lei destinado a aumentar o poder do Freedmen's Bureau se transforma em ambos os homens insultando um ao outro. Rousseau insultaria o estado de Iowa enquanto Grinnell insultaria o estado de Kentucky ao questionar o histórico militar de Rousseau. Em 14 de junho, Rosseau abordaria Grinnell no pórtico leste do edifício do Capitólio dos EUA e solicitaria um pedido de desculpas. Quando Grinnell se recusou a fazê-lo, ele seria atingido várias vezes pela bengala de Rousseau. Em resposta, Rosseau seria censurado pela Câmara dos Representantes.[5]
- 2 de julho de 1881: Assassinato de James A. Garfield: o presidente James A. Garfield foi assassinado às 9h30 enquanto esperava um trem na estação da Baltimore and Potomac Railroad em Washington, no National Mall (onde fica atualmente a Galeria Nacional de Arte), menos de quatro meses após assumir o cargo. Quando o presidente estava chegando à estação de trem, o escritor e advogado Charles J. Guiteau atirou nele duas vezes; uma bala atingiu o ombro do presidente de raspão, e a outra perfurou suas costas. Garfield sobreviveu por onze semanas antes de morrer em 19 de setembro de 1881, às 22h35, de complicações causadas por infecções, que foram contraídas pela incansável sondagem dos médicos em seu ferimento com dedos e instrumentos não esterilizados. Guiteau foi imediatamente preso. Após um julgamento amplamente divulgado que durou de 14 de novembro de 1881 a 25 de janeiro de 1882, ele foi considerado culpado e sentenciado à morte, que ocorreu em 30 de junho de 1882. Guiteau foi avaliado durante seu julgamento como mentalmente desequilibrado, possivelmente devido aos efeitos da sífilis no cérebro. Ele alegou ter atirado em Garfield por decepção por ter sido preterido para indicação como embaixador na França.

## Século XX
- 3 de março de 1913: Procissão do Sufrágio Feminino: Entre 5.000 e 10.000 pessoas marcharam por Washington, D.C. em apoio ao movimento pelo sufrágio das mulheres. Organizado por Alice Paul e Lucy Burns e patrocinado pela National American Woman Suffrage Association, tornou-se violento quando espectadores atacaram as sufragistas.[6]
- 2 de julho de 1915: Poucos minutos antes da meia-noite, a sala de recepção do Senado dos Estados Unidos foi bombardeada por Eric Muenter (também conhecido como Frank Holt), um professor alemão que queria impedir o apoio americano aos Aliados durante a Primeira Guerra Mundial, tentando matar o vice-presidente Thomas Marshall entre outros. Na manhã seguinte, ele tentou assassinar J. P. Morgan Jr., filho do financista, em sua casa em Long Island, Nova Iorque.[7]

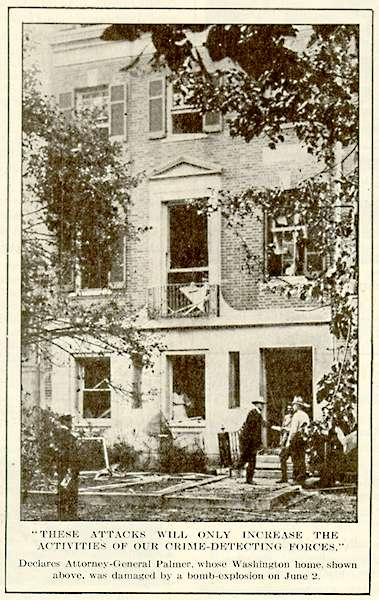
Danos causados pela bomba na casa do procurador-geral A. Mitchell Palmer.

- 2 de abril de 1917: Quando uma delegação de pacifistas visitou o Senado dos Estados Unidos para se opor à entrada dos Estados Unidos na Primeira Guerra Mundial, o senador Henry Cabot Lodge, o principal apoiador da guerra no Senado, e o pacifista Alexander Bannwart entraram em uma briga nos corredores do Senado dos EUA.[8]
- 2 de junho de 1919: Tentativa de assassinato de A. Mitchell Palmer durante os atentados anarquistas nos Estados Unidos em 1919: anarquistas ligados a Luigi Galleani explodiram uma bomba em frente à casa do Procurador-Geral dos EUA, A. Mitchell Palmer, na 2132 R Street, NW, Washington D.C. Em abril do mesmo ano, uma bomba postal foi interceptada e desativada antes de chegar a Palmer. Ele lideraria os ataques de Palmer.[9]
- 28 de julho de 1932: Conflito do Bonus Army: um grupo de 43.000 manifestantes – composto por 17.000 veteranos da Primeira Guerra Mundial, juntamente com suas famílias e grupos afiliados – se reuniram em Washington, D.C. para exigir o resgate antecipado em dinheiro de seus certificados de serviço. O procurador-geral dos EUA, William D. Mitchell, ordenou que o grupo fosse removido de todas as propriedades do governo. A polícia de Washington encontrou resistência, atirou nos manifestantes e dois veteranos ficaram feridos e morreram mais tarde. O presidente Herbert Hoover então ordenou que o Exército dos EUA limpasse o acampamento dos manifestantes. O chefe do Estado-Maior do Exército, general Douglas MacArthur, comandou um contingente de infantaria e cavalaria, apoiado por seis tanques. As tropas de MacArthur atacaram o acampamento imprivisado com gás lacrimogêneo e incendiaram as cabanas e abrigos dos veteranos e suas famílias, ferindo 55.[10][11] Os veteranos do Bonus Army e suas famílias foram expulsos e seus abrigos e pertences queimados.
- 1 de novembro de 1950: Tentativa de assassinato de Harry S. Truman: Griselio Torresola e Oscar Collazo, membros do Partido Nacionalista de Porto Rico, tentaram assassinar o presidente Harry S. Truman na Blair House, matando o policial da Casa Branca Leslie Coffelt na tentativa. O presidente Truman estava hospedado lá durante a reforma da Casa Branca.[12]
- 1 de março de 1954: Tiroteio no Capitólio dos Estados Unidos: nacionalistas porto-riquenhos liderados por Lolita Lebrón atiraram e feriram cinco membros da Câmara dos Representantes durante um debate sobre imigração. Eles queriam destacar seu desejo pela independência porto-riquenha dos Estados Unidos. Os agressores foram presos, julgados e condenados em um tribunal federal, e presos. Em 1978 e 1979, suas sentenças foram comutadas pelo presidente Jimmy Carter; todos os quatro retornaram a Porto Rico.
- 4 a 8 de abril de 1968: Distúrbios de Washington, D.C.: após o assassinato de Martin Luther King Jr. em 4 de abril de 1968, um período de quatro dias de violentos distúrbios civis irrompeu perto do cruzamento das ruas 14th e U NW. Aproximadamente 200 lojas tiveram suas janelas quebradas e 150 lojas foram saqueadas, a maioria delas esvaziadas. Treze pessoas foram mortas.[13]
- 10 de maio de 1970: Uma única bomba caseira, guardada em uma maleta, explodiu na entrada da Associação da Guarda Nacional dos Estados Unidos. Janelas do prédio e áreas ao redor foram estouradas. O atentado ocorreu na noite seguinte a uma grande manifestação em D.C protestando contra a incursão dos EUA no Camboja. O grupo militante de esquerda radical chamado Weather Underground assumiu a responsabilidade pelo ataque.[14]
- 1 de março de 1971: Uma bomba explodiu no Capitólio dos Estados Unidos, causando danos estimados em US$ 300.000. A Weather Underground reivindicou a autoria pelo atentado, que foi feito em protesto contra o bombardeio americano no Laos.[15]
- 18 de janeiro de 1973: Massacre de muçulmanos hanafi: vários afiliados da Máfia Negra viajaram para uma casa comprada para um grupo de muçulmanos Hanafi e assassinaram cinco crianças e dois homens. O alvo do ataque foi Hamaas Abdul Khaalis, um ex-líder e crítico da Nation of Islam, que enviou cartas aos ministros de todas as cinquenta mesquitas criticando Elijah Muhammad. Sete indivíduos da Máfia Negra foram julgados e condenados. Khaalis mais tarde lideraria o Cerco Hanafi em 1977 para conscientizar sobre os assassinatos.[16]
- 29 de janeiro de 1975: Um dispositivo explodiu no banheiro feminino do terceiro andar do Departamento de Estado dos Estados Unidos, causando o colapso de várias paredes e causando danos em cinco andares do edifício. Os danos foram estimados em US$ 350.000. Uma ameaça de bomba foi anunciada ao Washington Post vários minutos antes da explosão pelo grupo radical Weather Underground. O grupo citou a guerra contínua no Vietnã e no Camboja e o apoio contínuo dos Estados Unidos a esses governos.[17]
- 21 de setembro de 1976: Assassinato de Orlando Letelier: Orlando Letelier, um ex-membro do governo chileno, que vivia exilado nos Estados Unidos, foi morto por um carro-bomba junto com seu assistente Ronni Moffitt. O assassinato foi realizado por membros da polícia secreta chilena, DINA. Declassified Documentos desclassificados dos EUA revelaram que o general do exército chileno e ditador Augusto Pinochet ordenou diretamente o assassinato.[18]
- 9 a 11 de março de 1977: Cerco Hanafi: três prédios em Washington, D.C. foram tomados por 12 homens armados do "Movimento Hanafi", incluindo o District Building (prefeitura), então chamado de John A. Wilson Building, a sede da B'nai B'rith e o Centro Islâmico de Washington. O cerco foi liderado por Hamaas Abdul Khaalis, que queria chamar a atenção para o assassinato de sua família em 1973 (Ver: 18 de janeiro de 1973, acima). Os sequestradores mantiveram 149 pessoas, duas das quais morreram. Após um impasse de 39 horas, todos os reféns foram libertados. Todos os 12 foram posteriormente julgados e condenados.[19]
- 28 de novembro de 1979: Suzanne Osgood, que tinha um histórico de problemas mentais e sofria de esquizofrenia, envadiu a sala de recepção do escritório do senador Ted Kennedy (MA) com uma faca, enquanto ele estava presente. Osgood atacou agentes do Serviço Secreto, mas foi capturada e entregue à polícia do Capitólio.[20] Após o ataque, a segurança de Kennedy foi aumentada para sua campanha presidencial.[21]
- 3 de junho de 1980: A residência do encarregado de negócios da Iugoslávia Vladimir Sindjelic, em Crestwood, foi bombardeada por terroristas croatas. Um oficial do Departamento de Estado disse ao The Washington Post que o atentado foi um ato político, uma tentativa de protestar contra a viagem do presidente Jimmy Carter à Iugoslávia no final daquele mês.[22]

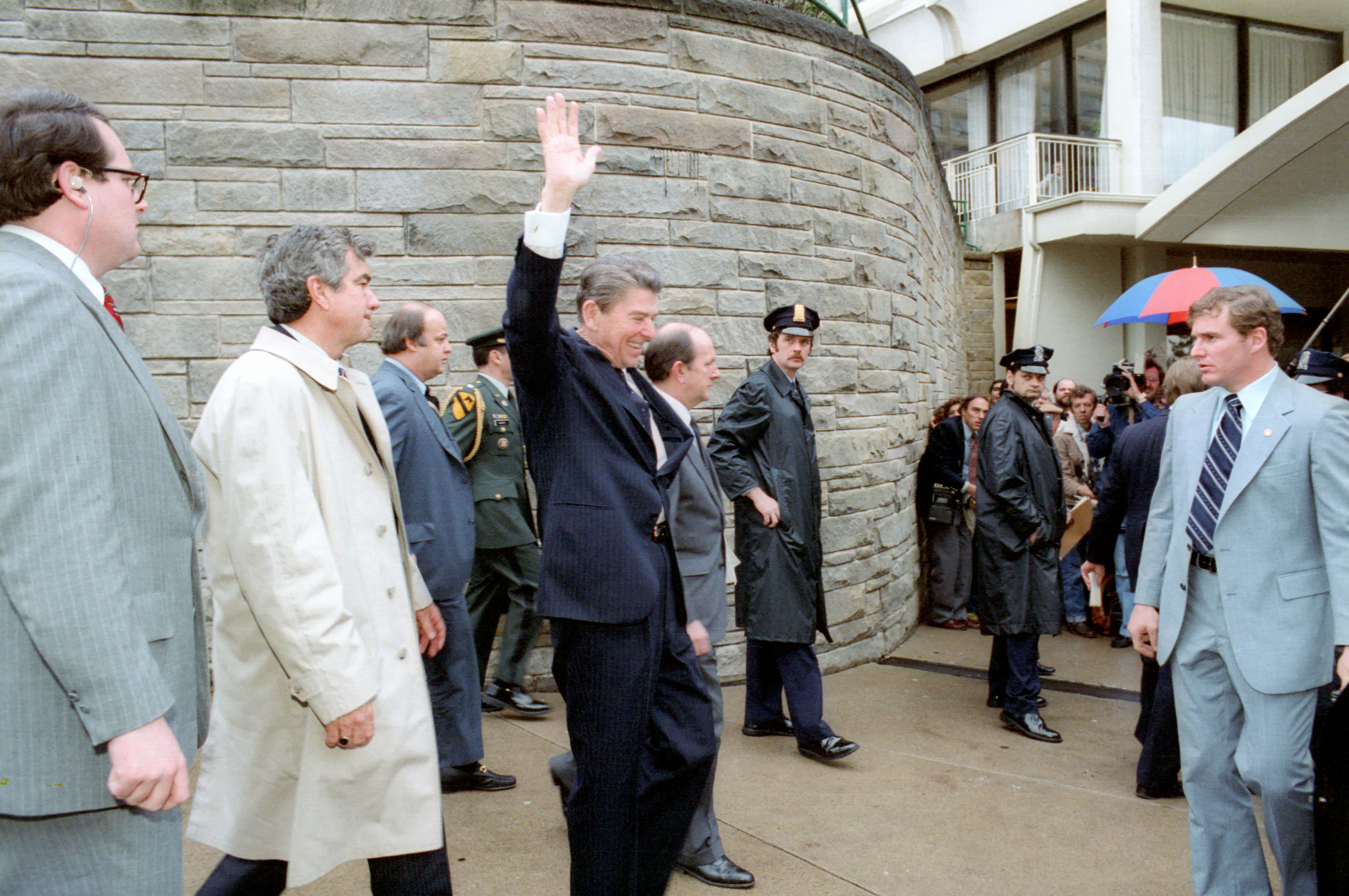
Ronald Reagan acena antes de ser baleado. Da esquerda para a direita estão Jerry Parr, o secretário de imprensa James Brady, Reagan, o assessor Michael Deaver, um policial não identificado, o policial Thomas Delahanty e o agente do serviço secreto Timothy J. McCarthy.

- 30 de março de 1981: Tentativa de assassinato de Ronald Reagan: o presidente Ronald Reagan e outros três foram baleados e feridos por John Hinckley, Jr. após um discurso de Reagan no Hilton Washington. Hinckley acreditava que o ataque impressionaria a atriz Jodie Foster, por quem ele havia se tornado obcecado. O secretário de imprensa da Casa Branca, James Brady, o agente do Serviço Secreto Tim McCarthy e o policial Thomas Delahanty também ficaram feridos. Todos os três sobreviveram, mas Brady sofreu danos cerebrais e ficou permanentemente incapacitado. Seu morte em 2014 foi considerada um homicídio porque foi causada por esse ferimento.
- 7 de dezembro de 1981: Um sequestro de membros do Federal Reserve Board no edifício da sede do Federal Reserve foi tentado por James von Brunn, um supremacista branco, neonazista e negacionista do Holocausto. O motivo de Von Brunn era aumentar a conscientização sobre supostos atos "traiçoeiros e inconstitucionais" do Federal Reserve. Mais tarde, ele atacaria o Museu Memorial do Holocausto dos Estados Unidos, em 10 de junho de 2009.[23]
- 8 de dezembro de 1982: Norman Mayer, um ativista antiarmas nucleares e excêntrico, dirigiu uma van branca até a base do Monumento a Washington. Mayer alegou ter 450 kg de explosivos na van, que ele disse que usaria para destruir o monumento, a menos que um diálogo nacional sobre a ameaça de armas nucleares fosse seriamente realizado. Ele segurou a polícia por dez horas antes de começar a empurrar a van em direção à Casa Branca, momento em que atiradores da Polícia de Parques dos Estados Unidos atiraram em Mayer e o mataram. Nenhum explosivo foi encontrado na van.[24]
- 26 de abril de 1983: Uma bomba explodiu no National War College em Fort McNair, no sudoeste de Washington, quebrando janelas e rachando paredes do prédio, causando US$ 100.000 em danos, mas sem feridos.[25][26]
- 18 de agosto de 1983: Uma bomba explodiu no centro de computadores do Washington Navy Yard, causando danos menores e sem causar feridos. A "Unidade de Resistência Armada", um nome de fachada para o grupo militante de esquerda Movimento Comunista 12 de Maio, reivindicou o crédito pelo ataque.[26]
- 7 de novembro de 1983: Atentado ao Senado dos Estados Unidos: A "Unidade de Resistência Armada", um nome de fachada para o grupo militante esquerdista Movimento Comunista 19 de Maio, explodiu uma bomba no segundo andar da ala norte do Capitólio dos Estados Unidos, causando danos estimados em $250.000. O atentado foi uma resposta à invasão de Granada pelos Estados Unidos.
- 20 de abril de 1984: Uma bomba explodiu no Washington Navy Yard Officers Club. A "Unidade de Resistência Armada", um nome de fachada para o grupo militante de esquerda Movimento Comunista 19 de Maio, reivindicou o crédito pelo ataque.[26]
- Maio de 1991: Distúrbios de Washington, D.C. em 1991
- 12 de setembro de 1994: Frank Eugene Corder voou com um Cessna 150 monomotor no gramado sul da Casa Branca, aparentemente tentando atingir a Casa Branca. O presidente Bill Clinton e a primeira família não estavam em casa no momento. Corder morreu no impacto e foi a única vítima.[27]
- 29 de outubro de 1994: Francisco Martin Duran usou um rifle para disparar pelo menos 29 tiros na Casa Branca, de uma cerca com vista para o gramado norte, pensando que o presidente Bill Clinton estava entre os homens de terno escuro parados no gramado (Clinton estava na Residência da Casa Branca assistindo a um jogo de futebol americano). Três turistas, Harry Rakosky, Ken Davis e Robert Haines, derrubaram Duran antes que ele pudesse ferir alguém. Duran foi encontrado com uma nota de suicídio no bolso e foi condenado a 40 anos de prisão.[28]
- 24 de julho de 1998: Tiroteio no Capitólio dos Estados Unidos: Russell Eugene Weston, Jr., um esquizofrênico paranoico com forte desconfiança do Governo Federal, abriu fogo em um dos postos de controle do Capitólio dos Estados Unidos e matou dois policiais do Capitólio, um dos quais havia ferido Weston. Weston não foi acusado por causa de sua condição mental e foi enviado para uma instituição mental federal.

## Século XXI
- 7 de fevereiro de 2001: Robert W. Pickett, um contador de havia sido demitido do IRS treze anos antes, disparou uma série de tiros de fora da Casa Branca; o presidente George W. Bush estava lá dentro. Pickett foi baleado por um oficial do Serviço Secreto e preso: mais tarde foi descoberto que ele tinha problemas emocionais e queixas de emprego, e sentenciado em julho de 2001 a três anos de prisão.[29]
- 11 de setembro de 2001: O voo United Airlines 93, um avião de passageiros que foi sequestrado como parte dos atentados de 11 de setembro, foi planejado pelos sequestradores para colidir com a Casa Branca ou com o Capitólio. O avião caiu na Pensilvânia após uma revolta de passageiros.
- 18 de setembro a 12 de outubro de 2001: Ataques com carbúnculo nos Estados Unidos em 2001: várias cartas contendo esporos de antraz foram enviadas a dois senadores democratas, Tom Daschle (SD) e Patrick Leahy (VT). Os senadores não ficaram feridos, mas 31 funcionários foram infectados e dois funcionários dos correios na unidade de triagem postal de Brentwood morreram devido à exposição ao antraz.
- 10 de junho de 2009: Tiroteio no Museu Memorial do Holocausto dos Estados Unidos: James von Brunn, um supremacista branco, neonazista e negacionista do Holocausto, entrou no Museu Memorial do Holocausto dos Estados Unidos e atirou em um guarda, que morreu mais tarde. Von Brunn ficou gravemente ferido quando os seguranças imediatamente revidaram. Von Brunn morreu mais tarde em 6 de janeiro de 2010, enquanto aguardava julgamento. Anteriormente, ele havia tentado sequestrar membros do Federal Reserve Board (Ver: 7 de dezembro de 1981, acima).
- 11 de novembro de 2011: Tiroteio na Casa Branca: Oscar Ramiro Ortega-Hernandez disparou nove tiros de rifle na Casa Branca. Duas balas atingiram a Casa Branca, uma delas foi parada por vidro balístico em uma janela. Ninguém ficou ferido no incidente. Nos meses anteriores ao tiroteio, Ortega-Hernandez começou a acreditar que o governo americano estava controlando seus cidadãos e precisava ser parado.
- 15 de agosto de 2012: Floyd Lee Corkins, II, atacou o Family Research Council e atirou em um segurança antes que o guarda o subjugasse.
- 30 a 31 de maio de 2020: Durante os protestos nacionais após o assassinato de George Floyd, os manifestantes do Black Lives Matter derrubaram barricadas ao redor da Casa Branca, atearam fogo, atiraram projéteis e forçaram o presidente Donald Trump a se esconder em um bunker. Mais de 150 policiais federais ficaram feridos nos tumultos.[30][31][32][33]
- 14 de novembro de 2020: Milhares de manifestantes se reuniram para apoiar as alegações do presidente Donald Trump sobre fraude eleitoral generalizada perpetrada durante a eleição presidencial nos Estados Unidos em 2020, acreditando que a fraude eleitoral foi a causa direta de sua derrota na eleição. Os participantes incluíam nacionalistas brancos e membros de grupos de extrema direita, como o Proud Boys, bem como contramanifestantes de várias organizações de extrema esquerda. Após o anoitecer, a violência eclodiu entre os participantes e os contramanifestantes. Os últimos começaram a roubar bonés do MAGA e começaram a incendiá-los. O caos culminou às 20h, quando a violência eclodiu cinco quarteirões a leste da Casa Branca. Os grupos opostos atacaram uns aos outros, brigando por vários minutos antes que a polícia interviesse. Pelo menos 10 foram presos e dois policiais ficaram feridos; um homem foi esfaqueado.[34]
- 12 de dezembro de 2020: Apoiadores do presidente Trump organizaram um comício "Stop the Steal" na Freedom Plaza, atraindo de 10.000 a 15.000 participantes. Perto dali, cerca de 200 membros do Proud Boys, vestidos com uniformes de combate e coletes à prova de balas, carregando capacetes e supostamente usando sinais nacionalistas brancos, entraram em confronto com supostos membros da Antifa.[35] Em briga entre os dois grupos, quatro pessoas foram esfaqueadas e pelo menos 23 foram presas.[36] O líder do Proud Boys, Enrique Tarrio, removeu e queimou uma placa do Black Lives Matter na Igreja Metodista Unida de Asbury, uma das mais antigas casas de culto negras de Washington, D.C. Tarrio foi preso em 4 de janeiro de 2021, ao entrar em Miami por acusações adicionais de porte de arma.[37]

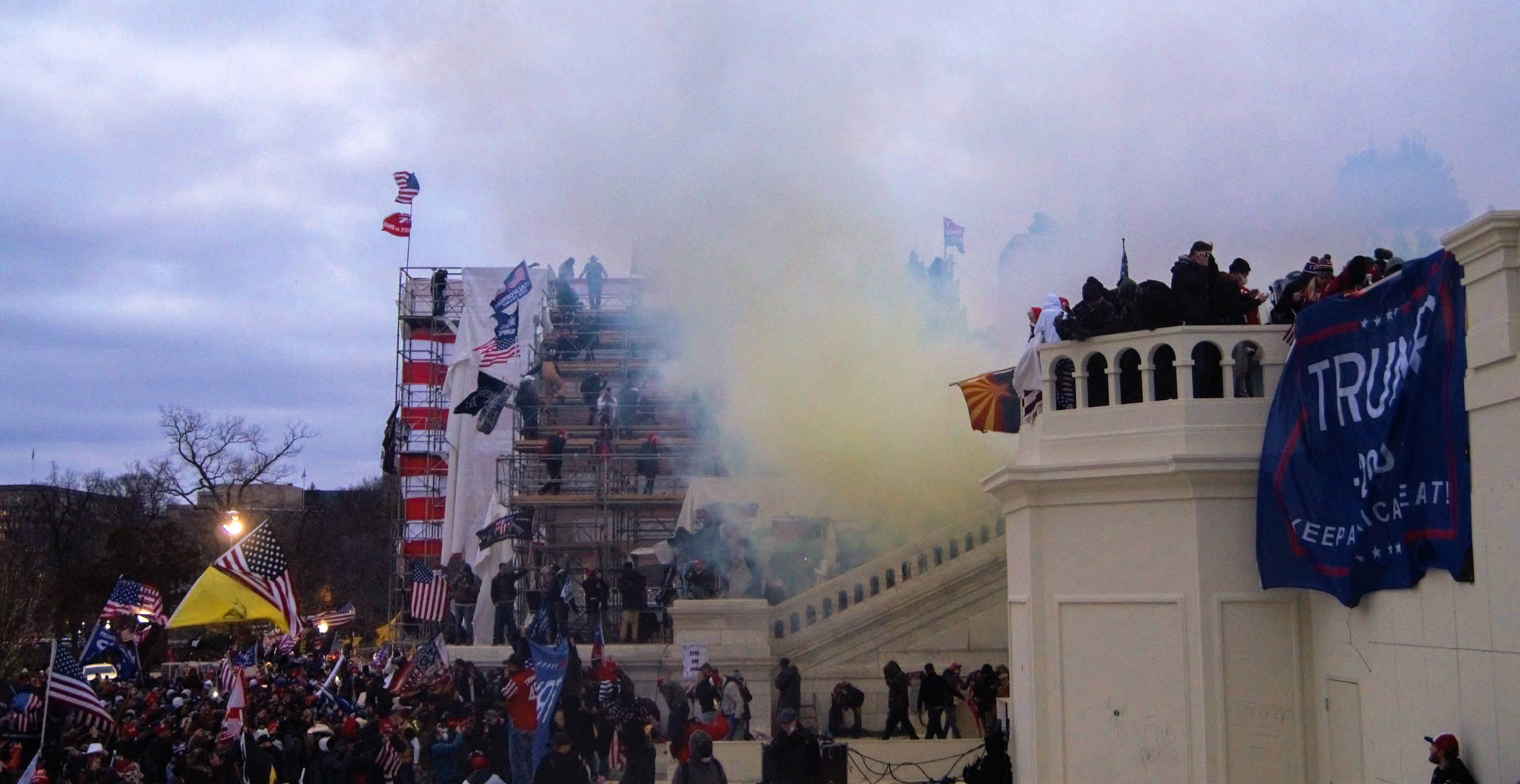
Polícia libera gás lacrimogêneo fora do Capitólio em 6 de janeiro de 2021

- 6 de janeiro de 2021: Ataque de 6 de janeiro ao Capitólio dos Estados Unidos: uma multidão de manifestantes apoiando as tentativas de anular a eleição presidencial dos Estados Unidos de 2020 invadiu o Capitólio durante discursos feitos por Trump e seus aliados em um comício. Depois de violar vários perímetros policiais, eles danificaram o prédio e ocuparam partes dele por várias horas. Unidades da Guarda Nacional de vários estados foram convocadas para lidar com a violência, enquanto os tumultos resultaram em cinco mortes (um manifestante foi baleado pela polícia, três manifestantes morreram de "emergências médicas", e um policial sofreu um derrame e morreu mais tarde),[38][39] mais de 80 prisões e quase 140 policiais feridos. Um policial do Capitólio também morreu por suicídio após o evento. Vários membros importantes do governo e da segurança do Capitólio renunciaram, incluindo Betsy DeVos, Secretária de Educação; Elaine Chao, Secretária de Transportes; Steven Sund, Chefe da Polícia do Capitólio; e os Sargentos de Armas da Câmara dos Representantes e do Senado. Mais de 70 outros países e organizações internacionais expressaram suas preocupações sobre os protestos e condenaram a violência.
- 2 de abril de 2021: Ataque ao Capitólio dos Estados Unidos de abril de 2021: um homem que era um suposto apoiador de Louis Farrakhan e da Nation of Islam colidiu com uma barreira de proteção do lado de fora do Capitólio, pressionando um policial do Capitólio entre seu veículo e o portão, e atingindo um segundo policial, que sobreviveu e recebeu alta do hospital. Os pais do agressor, Noah Ricardo Green, disseram que ele era mentalmente instável e sofreu lesões pelos cerebrais durante sua carreira no futebol americano na época do ensino médio. Ele então saiu e tentou esfaquear outros policiais. Ele foi baleado pelos policiais que responderam e morreu devido aos ferimentos. O policial do Capitólio que foi atingido, William Francis Evans, mais tarde sucumbiu aos ferimentos.
- 19 de agosto de 2021: Um homem da Carolina do Norte chamado Floyd Ray Roseberry estacionou um caminhão carregado com um artefato explosivo improvisado perto da Suprema Corte e da Biblioteca do Congresso. Ele ameaçou detonar sua bomba a menos que Donald Trump fosse reintegrado como presidente. Ele também alegou que havia outras bombas que ele havia colocado na cidade.[40]
- 22 de maio de 2023: Colisão de van na Praça Lafayette: um cidadão indiano de 19 anos de Chesterfield, Missouri, foi preso após supostamente dirigir uma van alugada da U-Haul contra uma barreira no lado norte da Lafayette Square. Uma mochila e uma bandeira nazista foram recuperadas do veículo.[41]

## Região metropolitana de Washington
- 15 de maio de 1972: Tentativa de assassinato do governador George Wallace: Arthur Bremer, um zelador desempregado, atirou quatro vezes no abdomên de George Wallace, que estava falando em um comício de campanha do lado de fora de um shopping center em Laurel, Maryland. Uma das balas ficou alojada na medula espinhal de Wallace, deixando-o permanentemente paralisado da cintura para baixo. Bremer foi condenado a 53 anos de prisão por tentativa de homicídio e foi libertado em liberdade condicional 35 anos depois, em 2007.[42]
- 19 de maio de 1972: Uma bomba explodiu no banheiro feminino do quarto andar do Pentágono, no Condado de Arlington. Parte de uma parede foi arrancada e outros danos foram causados, resultando em cerca de US$ 80.000 em danos. A explosão ocorreu no aniversário de Ho Chi Minh, vários dias antes de uma manifestação planejada para protestar contra o aumento do bombardeio de Nixon no Vietnã do Norte e a mineração de portos norte-vietnamitas. A Weather Underground assumiu a autoria pelo ataque, citando uma "retaliação pelo bombardeio de Hanói pelo governo Nixon.[43]

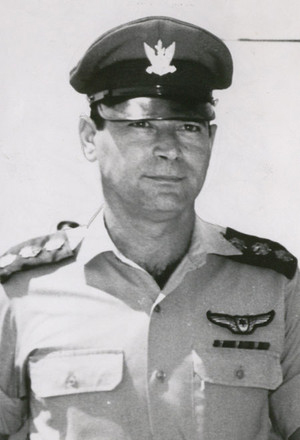
Yosef Alon

- 1 de junho de 1973: Yosef Alon, o adido da Força Aérea Israelense em Washington, D.C., foi baleado e morto do lado de fora de sua casa em Chevy Chase, Maryland. O grupo militante palestino Setembro Negro era suspeito, embora o caso permaneça sem solução.[44]
- 22 de julho de 1980: Ali Akbar Tabatabaei, um exilado iraniano e crítico do aiatolá Khomeni, foi baleado em sua casa em Bethesda, Maryland. Dawud Salahuddin, um muçulmano americano convertido, foi aparentemente pago por iranianos para matar Tabatabaei.[45]
- 25 de janeiro de 1993: Tiroteio na sede da CIA: o cidadão paquistanês Mir Aimal Kansi abriu fogo contra carros que esperavam no semáforo do lado de fora do George Bush Center for Intelligence, o campus da sede da CIA em Langley, Virgínia, matando dois funcionários da CIA e ferindo outros três.

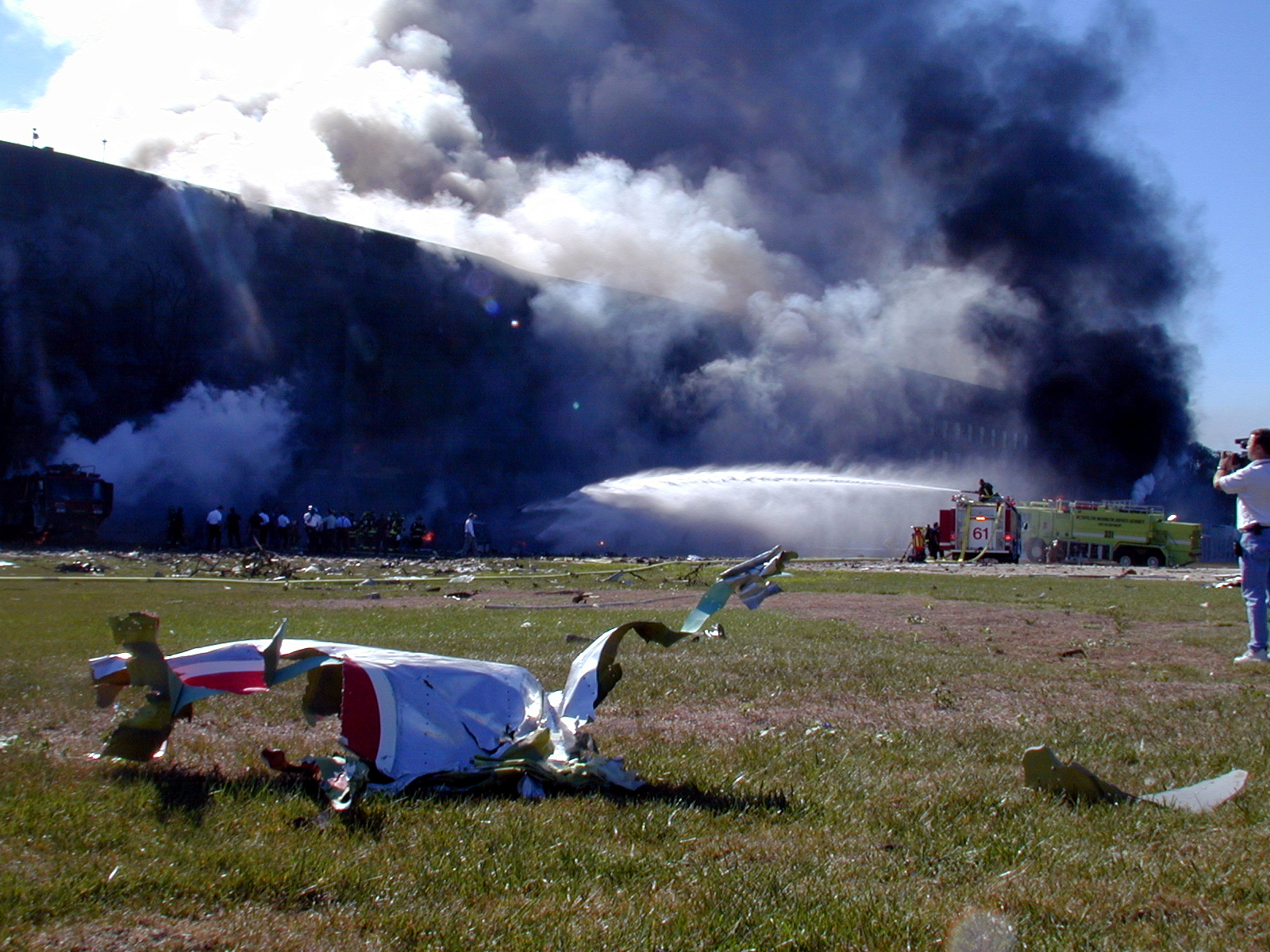
Restos do Voo American Airlines 77 espalhados perto do Pentágono

- 11 de setembro de 2001: Ataques de 11 de setembro de 2001: cinco sequestradores da Al-Qaeda lançaram o Voo American Airlines 77 contra o Pentágono. Todos os 53 passageiros, seis tripulantes e os cinco sequestradores a bordo do avião foram mortos, junto com 115 funcionários do Pentágono e 10 contratados no prédio. Outro avião que se dirigia ao Capitólio caiu em um campo no Condado de Somerset, Pensilvânia, enquanto passageiros e tripulantes tentavam retomar o controle.
- 2 a 24 de outubro de 2002: Ataques a tiros em Beltway: John Allen Muhammad e Lee Boyd Malvo coordenaram uma série de tiroteios em Washington, D.C., Maryland e Virgínia. Dez pessoas foram mortas e três ficaram gravemente feridas. A onda de crimes da dupla começou no início de 2002 com assaltos nos EUA, nos quais mataram sete pessoas e feriram outras sete. Eles foram presos pela polícia em 24 de outubro. Muhammad foi condenado à morte e Malvo, um menor, foi condenado a seis sentenças consecutivas de prisão perpétua sem liberdade condicional. No julgamento de Muhammad em 2006, Malvo testemunhou que o objetivo da onda de assassinatos era sequestrar crianças com o propósito de extorquir dinheiro do governo.
- 1 de março de 2007: Paul Joyal, um analista de segurança e crítico da administração do presidente russo Vladimir Putin, foi baleado e ferido em frente à sua casa em Adelphi, Maryland. O tiroteio ocorreu quatro dias depois de Joyal ter dito à Dateline NBC que o assassinato do ex-agente da KGB Alexander Litvinenko serviu como um aviso a todos os críticos do governo Putin. Houve especulações de que o tiroteio pode ter sido uma retaliação à entrevista. O caso ainda não foi resolvido.[46]
- 4 de março de 2010: Tiroteio no Pentágono: John Patrick Bedell atirou e feriu dois policiais do Pentágono em um posto de controle de segurança na estação Pentágono do sistema de trânsito rápido do Metrô de Washington no condado de Arlington, Virgínia. Os policiais revidaram, atingindo-o na cabeça. Ele morreu mais tarde devido aos ferimentos.
- 1 de setembro de 2010: James Lee entrou na sede do Discovery Channel no centro de Silver Spring, Maryland, carregando uma arma e explosivos. Fazendo reféns, ele segurou a polícia por várias horas antes de ser baleado e morto. O Sr. Lee teve problemas com o Discovery Channel sobre suas transmissões lidando com o meio ambiente.[47]
- 14 de junho de 2017: Tiroteio em jogo de beisebol do Congresso: durante uma sessão de treino para o Jogo Anual de Beisebol do Congresso para Caridade em Alexandria, Virgínia, James Hodgkinson atirou no líder da maioria da Câmara, Steve Scalise, e outros três. Um tiroteio de dez minutos ocorreu entre Hodgkinson e policiais do Capitólio e de Alexandria antes que eles atirassem fatalmente em Hodgkinson, que morreu devido aos ferimentos mais tarde naquele dia no George Washington University Hospital. O procurador-geral da Virgínia concluiu que Hodgkinson, "alimentado pela raiva contra os legisladores republicanos, decidiu cometer um ato de terrorismo."[48]
- 2 de maio de 2021: Um homem, cujo nome ainda não foi divulgado, tentou entrar no campus da instalação da CIA em Langley, Virgínia, após várias tentativas anteriores. O homem, que era, segundo alguns relatos, doente mental, foi parado por guardas armados e recebeu ordens de deixar seu carro. Ele se recusou, e um impasse foi iniciado. Os policiais do FBI chegaram, mas algumas horas depois, ele saiu do veículo e alegou que tinha uma arma, antes de se mover erraticamente em direção a eles. Ele foi então baleado por um dos agentes do FBI e morreu no dia seguinte. O FBI está investigando o incidente para descobrir o motivo do homem. O FBI relatou mais tarde que, apesar das repetidas alegações do homem, ele não estava de fato armado.[49][50]